# Эль Муэрто (фильм)
«Эль Муэ́рто» (англ. El Muerto) — отменённый американский супергеройский фильм студии Columbia Pictures, основанный на шестом и седьмом выпусках серии комиксов Friendly Neighborhood Spider-Man с одноимённым персонажем издательства Marvel Comics. Должен был войти в медиафраншизу «Вселенная Человека-паука от Sony», прокатом бы занималась Sony Pictures Releasing. Режиссёром значился Хонас Куарон, а сценаристом — Гарет Даннет-Алкокер.
Компания Sony и рэпер Бэд Банни начали искать супергеройский проект для совместной работы после того, как рэпер впечатлил руководителей своей актёрской игрой в фильме «Быстрее пули» (2022). Они остановились на второстепенном персонаже Эль Муэрто и анонсировали фильм в апреле 2022 года. В октябре того же года Куарон был назначен режиссёром, а Гарет Даннет-Алкокер — сценаристом. К июлю 2023 года Бэд Банни покинул проект. В декабре 2024 года Sony отменила картину — так же, как и другие разрабатываемые для «Вселенной Человека-паука от Sony» проекты.

## Персонажи
- Хуан-Карлос Эстрада Санчес / Эль Муэрто: борец, обладающий сверхчеловеческой силой[1].

## Производство
Руководство кинокомпании Sony Pictures было впечатлено актёрской работой рэпера Бэд Банни в фильме «Быстрее пули» (2022) и заинтересовалось тем, чтобы он снялся в ещё одном громком фильме. Аналогичный подход привёл к тому, что другой актёр «Быстрее пули», Аарон Тейлор-Джонсон, получил главную роль в супергеройском фильме «Крейвен-охотник» (2024), входящем в кинофраншизу связанных с Человеком-пауком персонажах Marvel Comics — «Вселенная Человека-паука от Sony» (SSU). После встреч Бэд Банни с руководством Sony в начале 2022 года, чтобы определить, каким может быть этот фильм, он «взял дело в свои руки» и просмотрел библиотеку Sony с персонажами Marvel в поисках латиноамериканского героя, которого он мог бы изобразить. Рэпер остановился на второстепенном персонаже Эль Муэрто, борце, который обладает сверхчеловеческой силой; этот персонаж появился только в шестом и седьмом выпусках серии комиксов Friendly Neighborhood Spider-Man в 2006 году. Бэд Банни посчитал, что этот персонаж идеально подходит для него (раньше Банни был профессиональным рестлером). Sony постаралась быстро продвинуть проект, чтобы учесть напряжённый гастрольный и актёрский график рэпера, и назначила релиз фильма на 12 января 2024 года. В апреле 2022 года Бэд Банни «неожиданно появился» на панели CinemaCon и анонсировал картину. В октябре 2022 года режиссёром фильма стал Хонас Куарон, написание сценария было поручено Гарету Даннет-Алкокеру, сценаристу фильма «Синий Жук» (2023) по мотивам комиксов DC Comics.
В марте 2023 года Бэд Банни сообщил, что производство фильма должно начаться в ближайшее время, а его агент подтвердил, что проект находится «в состоянии простоя», но всё ещё «в разработке». До начала забастовки Гильдии сценаристов США в мае сценарий был уже готов, однако в связи с забастовкой более не было возможности над ним работать. В то же время должен был начаться кастинг и Sony рассматривала на одну из ролей профессионального рестлера Сашу Бэнкс, а также Марвина Джонса III на роль Могильщика; Джонс ранее озвучивал этого персонажа в мультфильме Sony «Человек-паук: Через вселенные» (2018). В следующем месяце Sony забронировала две даты для неназванных фильмов Marvel — 8 ноября 2024 года и 27 июня 2025 года. Издание TheWrap предположило, что одна из них будет отдана «Эль Муэрто». Вскоре после этого фильм был официально исключён из графика релизов Sony. По данным Deadline Hollywood, гастрольный график Бэд Банни и забастовка сценаристов усложнили назначение окончательной даты релиза, а The Hollywood Reporter сообщил, что неясно, как долго Бэд Банни будет участвовать в работе над проектом и какова судьба фильма. В июле 2023 года Бэд Банни сообщил, что ситуация вокруг его участия была «щекотлива», а его пресс-агент подтвердил, что над проектом он больше не работает.
В январе 2024 года, после доработки сценария, фильм был вновь запущен в разработку. Sony хотела сделать «Эль Муэрто» обособленным фильмом от других в SSU, но похожим на них. В декабре 2024 года, после провала «Крейвена-охотника», все планировавшиеся картины во франшизе — включая «Эль Муэрто» — были отменены компанией

## Релиз
Первоначально премьера планировалась на 12 января 2024 года.

## Реакция
После анонса фильма фанаты комиксов удивились тому, что малоизвестному персонажу Вселенной Marvel будет посвящён сольный фильм. Бэд Банни ответил на эту реакцию, сказав, что «эта роль идеальна, и „Эль Муэрто“ будет грандиозным». Рэпер также выразил надежду на высокую оценку зрителей, взяв во внимание тот факт, что «Эль Муэрто» — первый фильм Marvel с латиноамериканцем в главной роли.